# Elezioni europee del 2024 in Belgio
Le elezioni europee del 2024 in Belgio si sono tenute domenica 9 giugno, contemporaneamente alle elezioni parlamentari ed alle elezioni locali, per eleggere i 22 membri del Parlamento europeo spettanti al Belgio.

## Sistema elettorale
Per le elezioni europee, la legge elettorale belga prevede l’applicazione, in tre collegi plurinominali (in base alla lingua), di un sistema elettorale a base proporzionale con liste semi-aperte e nessuna soglia di sbarramento.
Le preferenze sono in seguito tradotte in seggi secondo il metodo D'Hondt.
Tutte le persone che hanno la cittadinanza belga ed una residenza principale in Belgio, i cittadini belgi senza residenza in Belgio (c.d. “belgi all'estero”) e altri cittadini dell'Unione (se la loro residenza principale è in Belgio) hanno diritto di voto alle elezioni europee nel paese.
L’esercizio attivo del diritto è ammesso dai 16 anni in su, compresi coloro che compiono tale età entro il giorno delle elezioni, al più tardi. La registrazione avviene d’ufficio in base alla residenza.
L’esercizio del diritto di candidarsi è ammesso per tutte le persone che hanno diritto di voto e hanno raggiunto l'età di 18 anni, al più tardi, il giorno delle elezioni.
È ammesso il voto per posta, ma solo per i cittadini all’estero, ed il voto per procura, ma non il voto elettronico. È disposto obbligo di voto.

## Risultati
| Liste           | Liste                                                                                                 | Partito europeo | Gruppo          | Circoscrizione                                  | Voti                    | %                | Seggi |
| --------------- | --- | --------------- | --------------- | ----------------------------------------------- | ----------------------- | ---------------- | ----- |
|                 | Vlaams Belang (VB)                                                                                    | ID              | PfE             | Fiamminga                                       | 1.034.112               | 14,50            | 3     |
|                 | Nuova Alleanza Fiamminga (N-VA)                                                                       | ALE             | ECR             | Fiamminga                                       | 995.868                 | 13,96            | 3     |
|                 | Movimento Riformatore (MR) Mouvement Réformateur (MR) Partei für Freiheit und Fortschritt (PFF)       | ALDE            | RE              | Francofona - Germanofona Francofona Germanofona | 906.304 900.413 5.891   | 12,70 12,62 0,08 | 3 –   |
|                 | Partito del Lavoro del Belgio (PTB-PVDA) Partij van de Arbeid van België Parti du travail de Belgique | –               | GUE/NGL         | Fiamminga - Francofona Fiamminga Francofona     | 763.340 366.285 397.055 | 10,70 5,13 5,57  | 2 1   |
|                 | Cristiano-Democratici e Fiamminghi (CD&V)                                                             | PPE             | PPE             | Fiamminga                                       | 594.968                 | 8,34             | 2     |
|                 | Vooruit (VOORUIT)                                                                                     | PSE             | S&D             | Fiamminga                                       | 570.067                 | 7,99             | 2     |
|                 | Partito Socialista (PS-SP) Parti Socialiste Sozialistische Partei                                     | PSE             | S&D             | Francofona - Germanofona Francofona Germanofona | 534.828 529.697 5.131   | 7,50 7,43 0,07   | 2 –   |
|                 | Verdi (GROEN)                                                                                         | PVE             | Verdi/ALE       | Fiamminga                                       | 450.781                 | 6,32             | 1     |
|                 | Liberali e Democratici Fiamminghi Aperti (Open VLD)                                                   | ALDE            | RE              | Fiamminga                                       | 410.743                 | 5,76             | 1     |
|                 | Les Engagés (LE) Les Engagés (LE) Christlich-Soziale Partei (CSP)                                     | PPE             | RE PPE          | Francofona - Germanofona Francofona Germanofona | 383.837 368.668 15.169  | 5,38 5,17 0,21   | 2 1   |
|                 | Ecolo Ecolo (G.)                                                                                      | PVE             | Verdi/ALE       | Francofona - Germanofona Francofona Germanofona | 264.564 259.745 4.819   | 3,71 3,64 0,07   | 1 –   |
|                 | Democratici Federalisti Francofoni (DéFI)                                                             | –               | –               | Francofona                                      | 75.243                  | 1,05             | –     |
|                 | Sinistra Anticapitalista (GA/SAP)                                                                     | –               | –               | Francofona                                      | 50.758                  | 0,71             | –     |
|                 | Voor U (V-U)                                                                                          | –               | –               | Fiamminga                                       | 47.243                  | 0,66             | –     |
|                 | Volt Belgio (VOLT-BE)                                                                                 | Volt            | –               | Fiamminga                                       | 38.713                  | 0,54             | –     |
|                 | ProDG                                                                                                 | –               | –               | Germanofona                                     | 7.134                   | 0,10             | –     |
|                 | Vivant                                                                                                | –               | –               | Germanofona                                     | 5.281                   | 0,07             | –     |
| Totale          | Totale                                                                                                | Totale          | Totale          | Totale                                          | 7.133.784               | 100              | 22    |
| Voti non validi | Voti non validi                                                                                       | Voti non validi | Voti non validi | Voti non validi                                 | 465.974                 | 6,13             |       |
| Votanti         | Votanti                                                                                               | Votanti         | Votanti         | Votanti                                         | 7.599.758               | 89,01            |       |
| Elettori        | Elettori                                                                                              | Elettori        | Elettori        | Elettori                                        | 8.537.902               |                  |       |